# My People Were Fair and Had Sky in Their Hair... But Now They're Content to Wear Stars on Their Brows
Albums de Tyrannosaurus Rex
Prophets, Seers & Sages: The Angels of the Ages
(1968)
My People Were Fair and Had Sky in Their Hair... But Now They're Content to Wear Stars on Their Brows est le premier album du groupe de rock Tyrannosaurus Rex (plus tard connu sous le nom de T. Rex), sorti en 1968. Bolan est en totale rupture avec la musique de son groupe précédent, John's Children, qui privilégiait la guitare électrique. Les musiciens ne sont que deux, mais la variété des percussions rompt la monotonie.
Le jeu de Bolan est mélodique mais souvent tranchant, alternant périodes calmes et agitées, de durée variable, aussi bien au chant qu'à la guitare. Les percussions sont omniprésentes, mais le jeu n'est pas agressif, et elles remplacent la batterie. Le chant est souvent associé à des chœurs fredonnés. Frowning Atahuallpa comprend des chants Hare Krishna. Puis, dans le même morceau, on entend parler le disc jockey John Peel, qui lit une histoire écrite par Bolan, pendant quelques secondes, puis la musique reprend pendant environ quarante secondes. Les dernières paroles de Bolan sont celles du titre de l'album.
D'autres enregistrements de Mustang Ford (single : Go Go Girl) et Hot Rod Mama (concert de John's Children) existent.

## Titres
Tous les morceaux sont écrits par Marc Bolan.

### Face 1
1. Hot Rod Mama – 3:09
2. Scenescof – 1:41
3. Child Star – 2:52
4. Strange Orchestras – 1:47
5. Chateau in Virginia Waters – 2:38
6. Dwarfish Trumpet Blues – 2:47

### Face 2
1. Mustang Ford – 2:56
2. Afghan Woman – 1:59
3. Knight – 2:38
4. Graceful Fat Sheba – 1:28
5. Weilder of Words – 3:19
6. Frowning Atahuallpa – 5:55

## Musiciens
- Marc Bolan : chant, guitare
- Steve Peregrin Took : batterie, percussions, chœurs, pixiephone
- John Peel : texte parlé sur la dernière chanson Frowning Atahuallpa